# 나치 건축

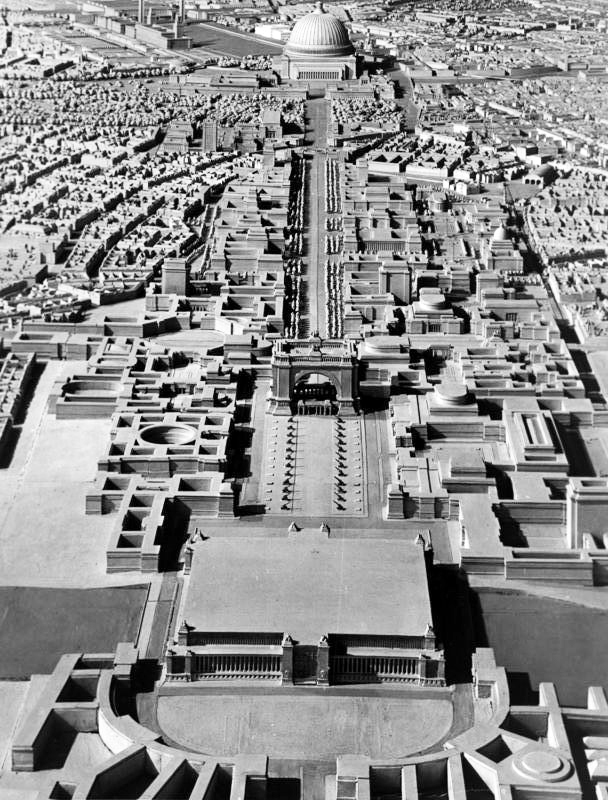
베를린 계획안 모형.

나치 건축물(독일어: Architektur in der Zeit des Nationalsozialismus)은 1933년부터 1945년 가을까지 신고전주의와 나치즘 특유의 과대적 망상이 합쳐져 창조된 건축물로 크고 장대한 것을 추구하였으며 직선으로 정형화 된 건축양식을 따랐다.
알베르트 슈페어는 나치 건축의 총 책임을 떠맡았다. 알베르트 슈페어는 히틀러의 실패한 개인적 꿈을 이뤄주기 위해 베를린 계획안(세계수도 게르마니아)과 나아가 베를린 뿐만이 아닌 전 독일을 제3제국의 새로운 문화로 바꾸는 것을 시도했다. 지어지지 않았지만 나치의 주요 건축물을 계획하는 과정에서 많은 역사적 건축물들이 철거되었다.
물론 이 시도는 나치 독일이 패망하면서 실패하였다. 나치의 건축의 이상을 잘 보여주는 예는 알베르트 슈페어 작품인 제국의사당에서 그 형태가 드러난다.

## 같이 보기
- 퓌러본부
- 스탈린 건축
- 민족운동 (독일)